# Mauvais Karma
Mauvais Karma est une série télévisée dramatique québécoise en 25 épisodes de 23 minutes et 11 épisodes de 43 minutes écrite par Isabelle Langlois et diffusée du 8 septembre 2010 au 13 novembre 2012 à la Télévision de Radio-Canada.

## Synopsis
Dépassées par les évènements, trois ex-copines qui n’ont plus rien en commun aujourd'hui tentent de renouer leur amitié. Mais au cours de cette année de tous les gâchis, elles vont, petit à petit, renouer à nouveau leur amitié, en combattant leurs obstacles...

## Fiche technique
- Titre : Mauvais Karma
- Création : Isabelle Langlois
- Réalisation : Pierre Théorêt
- Scénario : Isabelle Langlois
- Script-éditrice : Myrianne Pavlovic
- Musique : Dazmo
- Production : Sophie Pellerin et Mélanie Lamothe ; Jocelyn Deschênes (exécutif)
- Société de production : Sphère Média Plus
- Nb. d'épisodes : 36 (3 saisons)
- Dates de première diffusion :  Québec : 8 septembre 2010

## Distribution
- Hélène Bourgeois Leclerc : Nathalie Bibeau
- Anick Lemay : Sarah Boisvert
- Julie Le Breton : Kim Wright
- Vincent Leclerc : Nicolas Côté
- Raymond Bouchard : Richard Tremblay (†)
- Rémi-Pierre Paquin : Sergent-détective Marc Rajotte
- Paul Doucet : Christophe Tremblay
- Marc Paquet : Sylvain Aubin
- Marianne Verville : Violette Casavant
- Sébastien Roberts : Shawn Parker
- Marilyse Bourke : Isabelle Brouillard
- Jean-Carl Boucher : Jérémie Côté-Barrette
- Benoît Gouin : Jean-François Casavant
- Geneviève Brouillette : Mélissa Parenteau
- Maxime Allard : Raphaël Mercier
- Myriam Leblanc : Louise Holmes
- Judith Baribeau : Kim White
- Bénédicte Décary : Véronique
- Frédéric Desager : Raoul LeGarrec
- Giorgio Cazzaro : Fred Black

## Épisodes

### Première saison (2010)
La première saison a été diffusée dès le 8 septembre 2010.
1. Ça fait désordre
2. Pour bâtir un conte de fées
3. Plus ça change, plus c'est pareil
4. Mort, c'est pour la vie
5. Peut contenir des traces de vie
6. Le prix à payer pour trois secondes d'éternité
7. J'ai toujours rêvé de m'appeler Bernard
8. 77 secondes
9. Ses yeux pleuvent actuellement
10. Tout est à propos de toi ici-bas
11. Ce qu'on appelle un égarement passager
12. La vita è troppo corta
13. C'est comme essayer de s'étrangler soi-même

### Deuxième saison (2011)
La deuxième saison a été diffusée entre le 15 septembre et le 7 décembre 2011.
1. Il doit y avoir une explication logique
2. Le premier jour du reste de sa maudite vie
3. 1-800-EXORCISME
4. Objets inanimés, avez-vous donc une âme?
5. Beautés désespérantes
6. Profites-en, mononcle
7. J’ai fait venir un électricien
8. La pilule qu’est mon avenir
9. La stupidité aussi est une forme de pollution
10. Elle a les mains chaudes pour une hallucination
11. On s’habitue vite à l’eau
12. C'est ça qui est ça - 1re partie
13. C'est ça qui est ça - 2e partie

### Troisième saison (2012)
La troisième saison de dix épisodes, qui est la dernière, a été diffusée dans un format d'une heure entre le 11 septembre et le 13 novembre 2012.
1. Pouvez-vous apporter l’addiction ?
2. Être mort comporte quand même certains avantages
3. J'ai mis mon pied à terre
4. Ton nom était facile à retenir
5. Toute une vie dans six boîtes
6. Occupons Nathalie
7. Fais-moi confiance
8. Fermé pour cause de fermeture
9. Faut vouloir ce qu’on veut dans la vie
10. On reconnaît le bonheur au bruit qu’il fait quand il s’en va (Prévert)

## Distinctions
- Prix Gémeaux 2011 : Meilleur texte pour une comédie
- Festival de la fiction TV de La Rochelle[Quand ?] : Meilleure fiction internationale (nomination)